# Free hugs

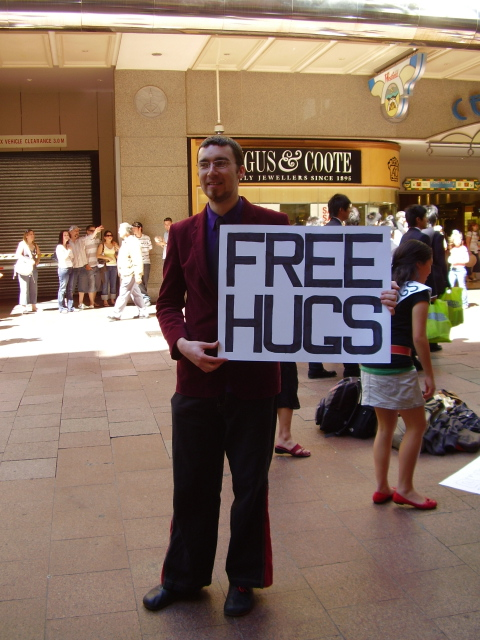
Juan Mann na ulici Pitt Street Mall v Sydney

Free hugs (česky objetí zdarma) je kampaň, kterou znají lidé po celém světě už od 2004. Pozorujeme ji nejenom v komunitách zaměřených na duchovnější či pozitivnější způsob života, ale i mezi jednotlivci, kteří cítí touhu po změně společnosti a vylepšení celkové atmosféry či nálady nebo hodnotové orientace ve společnosti. Přidávají se na stranu trendu nazvaného Positive Focus. Na internet kampaň masověji prorazila v roce 2004, přičemž v roce 2006 vznikl pro lepší obeznámení s průběhem akce i komplexnější videoklip. Dobrovolníci v něm poskytují zdarma objetí každému člověku. Nejde jim o získávání jmen nebo seznamování, jen chtějí dělat lidem radost. Podmínkou je držení cedule FREE HUGS, v jakékoliv jazykové mutaci, aby byla akce transparentní a zároveň identifikovatelná minimálně pro obeznámené. Nejtypičtějším obdobím, kdy se akce koná, je první víkend v květnu. V České republice nemá tato aktivita velkou tradici a vzbuzuje jistou nedůvěru u kolemjdoucích. Avšak pravidelné Free Hugs akce se konají v Praze. 

## Historie
K nejvýznamnějším mezníkům v historii Free hugs patří rok 2004. Tehdy přiletěl do Sydney Juan Mann. V současnosti se jedná o snad nejvýraznější osobnost spojenou se jmenovaným hnutím. Když onoho roku Juan vystoupil z letadla a dostal se do terminálu, spatřil několik lidí, kterak se objímají se svými známými a jsou evidentně šťastni. On sám ale neměl koho obejmout a tak si vzal velký papír a napsal na něj velkými písmeny FREE HUGS a vyšel do nejrušnější ulice v Sydney Pitt Street Mall. Zpočátku mu lidé nedůvěřovali, ale poté k němu přišla jedna stařenka a řekla mu, že jí ten den ráno umřel pes a je to přesně rok, co její jediná dcera zahynula po autonehodě. Juan ji objal a stařence se na tváři objevil úsměv. Poté se přidávali další a další lidé, které Juan objímal. V roce 2006 se video objevilo na YouTube, kam ho umístil člen skupiny Sick Puppies, společně s jejich písní All the same. Video se stalo populární a lidé začali dělat své vlastní Free hugs události.

## Zákaz Free hugs
Sydneyské policii se nelíbilo veřejné objímání lidí na ulici a tak byla tato činnost zakázána. Poté ale, co skupina lidí okolo Juana Manna včetně jeho samotného získala 10 000 podpisů na petice pro obnovení Free hugs, policie byla nucena akci znovu povolit. Takovéto restrikce se stávají jen občasně, taky v České republice na akcích pro mládež. 